# Eriocaulon barba-caprae
Eriocaulon barba-caprae är en gräsväxtart som beskrevs av Philip Furley Fyson. Eriocaulon barba-caprae ingår i släktet Eriocaulon och familjen Eriocaulaceae. Inga underarter finns listade i Catalogue of Life.